# Unione Sportiva Alessandria Calcio 1984-1985
Questa voce raccoglie le informazioni riguardanti l'Unione Sportiva Alessandria Calcio nelle competizioni ufficiali della stagione 1984-1985.

## Stagione
Nel 1984-1985 l'Alessandria disputò il quarto campionato di Serie C2 della sua storia.
Per tentare il salto di categoria, i Calleri si rivolsero all'esperto dirigente Carlo Regalia, che integrò la rosa con pochi acquisti mirati affidati al promettente tecnico Alberto Mari. Le vittorie conquistate nelle prime giornate sembrarono mitigare gli allarmi risuonati dopo la precoce eliminazione dalla Coppa Italia; in realtà la macchina grigia s'inceppò abbastanza presto, e col passare delle giornate sembrò perdere definitivamente il contatto con le lanciate Siena e Prato. Esonerato Mari per il tandem Tagnin-Antonio Colombo, l'Alessandria ritrovò nel girone di ritorno lo spirito per lanciarsi all'inseguimento della coppia di testa; approfittando di una crisi di risultati del Prato, sconfitto nettamente nello scontro diretto, recuperò uno svantaggio che nel corso della stagione si era allungato anche a otto punti. Col Siena già promosso, le due squadre dovetterò giocarsi il secondo posto in uno spareggio, a Modena; ai grigi non bastò l'entusiasmo e, sfibrati dalla rincorsa, si lasciarono infilzare dagli avversari nei primi minuti della ripresa. Fu l'ultimo capitolo dell'era Calleri, che delusi e attiratti dalla prospettiva di poter acquistare la Lazio di Serie B, abbandonarono Alessandria.

## Divise e sponsor
Il fornitore ufficiale di materiale tecnico per la stagione 1984-1985 fu Ennerre.
| 1ª divisa | 2ª divisa |

## Organigramma societario
Area direttiva
- Presidente: Gianmarco Calleri
- Vicepresidenti: Fernando Cerafogli e Mario Jacampo

Area organizzativa
- Segretario: Gianfranco Coscia

Area tecnica
- Direttore sportivo: Carlo Regalia
- Allenatori: Alberto Mari, dal 4 dicembre Carlo Tagnin
- Allenatore in seconda: Antonio Colombo

Area sanitaria
- Medico sociale: Luigi Mazza
- Massaggiatore: Sergio Viganò

## Rosa
| N. |                   | Ruolo | Calciatore         |
| -- | ----------------- | ----- | ------------------ |
|    | Italia (bandiera) | P     | Sandro Beccari     |
|    | Italia (bandiera) | P     | Renato Carraro     |
|    | Italia (bandiera) | D     | Massimo Carrera    |
|    | Italia (bandiera) | D     | Gian Luca Cesaro   |
|    | Italia (bandiera) | D     | Angelo Gregucci    |
|    | Italia (bandiera) | D     | Claudio Moro       |
|    | Italia (bandiera) | C     | Roberto Briata     |
|    | Italia (bandiera) | C     | Giancarlo Camolese |
|    | Italia (bandiera) | C     | Paolo Da Re        |
|    | Italia (bandiera) | C     | Luigi Manueli      |

| N. |                   | Ruolo | Calciatore          |
| -- | ----------------- | ----- | ------------------- |
|    | Italia (bandiera) | C     | Luigi Nicassio      |
|    | Italia (bandiera) | C     | Franco Saporito     |
|    | Italia (bandiera) | C     | Pier Paolo Scarrone |
|    | Italia (bandiera) | C     | Eugenio Sgarbossa   |
|    | Italia (bandiera) | C     | Fabio Vulpiani      |
|    | Italia (bandiera) | A     | Nicola Coppola      |
|    | Italia (bandiera) | A     | Maurizio Marchetti  |
|    | Italia (bandiera) | A     | Giancarlo Marchetti |
|    | Italia (bandiera) | A     | Franco Marescalco   |
|    | Italia (bandiera) | A     | Oscar Valeri        |

## Risultati

### Serie C2

#### Girone di andata
| Arbitro: | Isola (Parma) |

|                |           |               |
| Brandolini 60’ | Marcatori | 15’ Sgarbossa |

| Arbitro: | Busceti (Taurianova) |

|              |           |  |
| Camolese 42’ | Marcatori |  |

| Arbitro: | Nepi (Ascoli Piceno) |

|             |           |                              |
| Tamponi 20’ | Marcatori | 55’ Marescalco 80’ Sgarbossa |

| Arbitro: | Fiaschi (Pisa) |

|                |           |  |
| Marescalco 41’ | Marcatori |  |

| Arbitro: | Nicoletti (Agropoli) |

|                             |           |  |
| Calcaterra 6’ Perinelli 67’ | Marcatori |  |

| Arbitro: | Bettini (Forlì) |

|             |           |                  |
| Saporito 8’ | Marcatori | 9’, 83’ Mocellin |

| Arbitro: | De Santis (Treviso) |

|  |           |                |
|  | Marcatori | 55’ Marescalco |

| Savona 11 novembre 1984, ore 14:30 CET 8ª giornata | Savona           | 0 – 0 referto | Alessandria | Stadio Valerio Bacigalupo (1.500 spett.)\| Arbitro: \| Ciaccio (Napoli) \| |
| Arbitro:                                           | Ciaccio (Napoli) |               |             |                                                                            |

| Arbitro: | Frusciante (Como) |

|                   |           |                                |
| Saporito 46’, 56’ | Marcatori | 6’ Scotini 72’ (rig.) Cardillo |

| Arbitro: | Grechi (Milano) |

|                 |           |  |
| Nuti 67’ (rig.) | Marcatori |  |

| Arbitro: | Pucci (Firenze) |

|                       |           |                                        |
| Marescalco 44’ (rig.) | Marcatori | 37’ Signoroni 73’ Cenci 78’ Cappellari |

| Arbitro: | Arcovito (Messina) |

|                       |           |  |
| Colucci 25’ Ravot 83’ | Marcatori |  |

| Arbitro: | Lamberti (Barletta) |

|                            |           |  |
| Saporito 9’ Marescalco 90’ | Marcatori |  |

| Arbitro: | Scaramuzza (Venezia) |

|                                             |           |  |
| Marescalco 54’ (rig.), 67’ G. Marchetti 64’ | Marcatori |  |

| Arbitro: | Manfredini (Modena) |

|             |           |  |
| Garozzo 43’ | Marcatori |  |

| Arbitro: | Bellotti (Saronno) |

|                  |           |              |
| Serra 79’ (rig.) | Marcatori | 87’ Saporito |

| Alessandria 13 febbraio 1985, ore 14:30 CET 16ª giornata (recupero) | Alessandria       | 0 – 0 referto | Lucchese | Stadio Giuseppe Moccagatta (1.446 spett.)\| Arbitro: \| Schiavon (Padova) \| |
| Arbitro:                                                            | Schiavon (Padova) |               |          |                                                                              |

#### Girone di ritorno
| Arbitro: | Cerina (Cagliari) |

|                       |           |                    |
| Marescalco 13’ (rig.) | Marcatori | 16’ (rig.) Vescovi |

| Arbitro: | Benazzoli (Bassano del Grappa) |

|                       |           |  |
| Massimilla 24’ (rig.) | Marcatori |  |

| Arbitro: | Da Ros (Treviso) |

|                                           |           |                       |
| G. Marchetti 36’, 50’, 59’ Marescalco 87’ | Marcatori | 64’ Belli 65’ Accardi |

| Arbitro: | Boggi (Salerno) |

|  |           |                |
|  | Marcatori | 78’ Marescalco |

| Arbitro: | Tedeschi (Bologna) |

|              |           |             |
| Saporito 69’ | Marcatori | 7’ Pistella |

| Arbitro: | Rungger (Bolzano) |

|  |           |                                      |
|  | Marcatori | 46’ Marescalco 67’, 84’ G. Marchetti |

| Arbitro: | Merlino (Torre del Greco) |

|                            |           |  |
| Marescalco 7’ Saporito 77’ | Marcatori |  |

| Arbitro: | Bellotti (Saronno) |

|                          |           |  |
| Marescalco 25’ Da Re 45’ | Marcatori |  |

| Arbitro: | Mitrugno (Legnano) |

|             |           |  |
| Scotini 48’ | Marcatori |  |

| Arbitro: | Arpaia (Forlì) |

|                             |           |           |
| Saporito 48’ Marescalco 85’ | Marcatori | 58’ Ennas |

| Arbitro: | Arcovito (Messina) |

|  |           |                     |
|  | Marcatori | 48’, 78’ Marescalco |

| Arbitro: | Scalcione (Matera) |

|                                          |           |  |
| Marescalco 70’ Scarrone 78’ Saporito 90’ | Marcatori |  |

| La Spezia 12 maggio 1985, ore 15:30 CEST 30ª giornata | Spezia            | 0 – 0 referto | Alessandria | Stadio Alberto Picco (1.934 spett.)\| Arbitro: \| Gargiulo (Napoli) \| |
| Arbitro:                                              | Gargiulo (Napoli) |               |             |                                                                        |

| Arbitro: | Pesce (Napoli) |

|          |           |               |
| Palo 70’ | Marcatori | 20’ Sgarbossa |

| Arbitro: | Busceti (Taurianova) |

|          |           |             |
| Da Re 8’ | Marcatori | 46’ Zottoli |

| Arbitro: | Lombardi (La Spezia) |

|            |           |                                      |
| Monaco 83’ | Marcatori | 41’ Marescalco 47’, 78’ G. Marchetti |

| Arbitro: | Stafoggia (Pesaro) |

|                                 |           |  |
| Marescalco 10’ G. Marchetti 67’ | Marcatori |  |

#### Spareggio
| Arbitro: | Baldas (Trieste) |

|                                     |           |                          |
| Ravot 47’ Ceccaroni 51’ Telesio 61’ | Marcatori | 19’ Marescalco 82’ Da Re |

### Coppa Italia Serie C

#### Fase eliminatoria a gironi
| Arbitro: | Zambelli (Brescia) |

|  |           |                             |
|  | Marcatori | 66’ Scarrone 77’ Marescalco |

| Arbitro: | Baldacci (Torino) |

|  |           |          |
|  | Marcatori | 59’ Gino |

| Novara 2 settembre 1984, ore 17:30 CEST 3ª giornata     | Novara    | 2 – 0 referto | Alessandria | Stadio Comunale (2.135 spett.) |
| \| \| \| \| \| Catena 67’ Grossi 89’ \| Marcatori \| \| |           |               |             |                                |
|                                                         |           |               |             |                                |
| Catena 67’ Grossi 89’                                   | Marcatori |               |             |                                |

| Alessandria 5 settembre 1984, ore 20:45 CEST 4ª giornata                                      | Alessandria | 2 – 2 referto                | Derthona | Stadio Giuseppe Moccagatta (1.593 spett.) |
| \| \| \| \| \| Campana 25’ (aut.) Coppola 62’ \| Marcatori \| 30’ Cappellari 76’ Ravazzolo \| |             |                              |          |                                           |
|                                                                                               |             |                              |          |                                           |
| Campana 25’ (aut.) Coppola 62’                                                                | Marcatori   | 30’ Cappellari 76’ Ravazzolo |          |                                           |

| Arbitro: | Della Rovere (Torino) |

|            |           |  |
| Cusano 31’ | Marcatori |  |

| Arbitro: | Tarallo (Como) |

|              |           |             |
| Saporito 45’ | Marcatori | 6’ Balacich |

## Statistiche

### Statistiche di squadra
| Competizione         | Punti | In casa | In casa | In casa | In casa | In casa | In casa | In trasferta | In trasferta | In trasferta | In trasferta | In trasferta | In trasferta | Totale | Totale | Totale | Totale | Totale | Totale | DR  |
| Competizione         | Punti | G       | V       | N       | P       | Gf      | Gs      | G            | V            | N            | P            | Gf           | Gs           | G      | V      | N      | P      | Gf     | Gs     | DR  |
| -------------------- | ----- | ------- | ------- | ------- | ------- | ------- | ------- | ------------ | ------------ | ------------ | ------------ | ------------ | ------------ | ------ | ------ | ------ | ------ | ------ | ------ | --- |
| Serie C2             | 42    | 17      | 10      | 5       | 2       | 29      | 13      | 17           | 6            | 5            | 6            | 15           | 13           | 34     | 16     | 10     | 8      | 44     | 26     | +18 |
| Coppa Italia Serie C |       | 3       | 0       | 2       | 1       | 3       | 4       | 3            | 1            | 0            | 2            | 2            | 3            | 6      | 1      | 2      | 3      | 5      | 7      | -2  |
| Spareggio            |       | -       | -       | -       | -       | -       | -       | -            | -            | -            | -            | -            | -            | 1      | 0      | 0      | 1      | 2      | 3      | -1  |
| Totale               | -     | 20      | 10      | 7       | 3       | 32      | 17      | 20           | 7            | 5            | 8            | 17           | 16           | 41     | 17     | 12     | 12     | 51     | 36     | +15 |

### Statistiche dei giocatori
| Giocatore     | Serie C2 | Serie C2 | Coppa Italia Serie C | Coppa Italia Serie C | Spareggio | Spareggio | Totale   | Totale |
| Giocatore     | Presenze | Reti     | Presenze             | Reti                 | Presenze  | Reti      | Presenze | Reti   |
| ------------- | -------- | -------- | -------------------- | -------------------- | --------- | --------- | -------- | ------ |
| S. Beccari    | 28       | -20      | -                    | -                    | 1         | -3        | 29       | -23    |
| R. Briata     | 4        | 0        | 3                    | 0                    | 1         | 0         | 8        | 0      |
| G. Camolese   | 33       | 1        | 6                    | 0                    | 1         | 0         | 40       | 1      |
| R. Carraro    | 6        | -6       | 6                    | -7                   | -         | -         | 12       | -13    |
| M. Carrera    | 31       | 0        | 4                    | 0                    | 1         | 0         | 36       | 0      |
| G.L. Cesaro   | 19       | 0        | 6                    | 0                    | -         | -         | 25       | 0      |
| N. Coppola    | 4        | 0        | 6                    | 1                    | -         | -         | 10       | 1      |
| P. Da Re      | 28       | 2        | -                    | -                    | 1         | 1         | 29       | 3      |
| A. Gregucci   | 32       | 0        | 3                    | 0                    | 1         | 0         | 36       | 0      |
| L. Manueli    | 10       | 0        | 6                    | 0                    | -         | -         | 16       | 0      |
| G. Marchetti  | 22       | 9        | -                    | -                    | 1         | 0         | 23       | 9      |
| M. Marchetti  | 25       | 0        | 3                    | 0                    | 1         | 0         | 29       | 0      |
| F. Marescalco | 34       | 19       | 6                    | 1                    | 1         | 1         | 41       | 21     |
| C. Moro       | 19       | 0        | 5                    | 0                    | -         | -         | 24       | 0      |
| L. Nicassio   | 10       | 0        | -                    | -                    | -         | -         | 10       | 0      |
| F. Saporito   | 32       | 9        | 6                    | 1                    | 1         | 0         | 39       | 10     |
| P.P. Scarrone | 28       | 1        | 5                    | 1                    | 1         | 0         | 34       | 2      |
| E. Sgarbossa  | 33       | 3        | 6                    | 0                    | 1         | 0         | 40       | 3      |
| O. Valeri     | -        | -        | 1                    | 0                    | -         | -         | 1        | 0      |
| F. Vulpiani   | 29       | 2        | 6                    | 0                    | 1         | 0         | 36       | 2      |